# Chafariz das Quatro Canadas (São Brás)
O Chafariz das Quatro Canadas (São Brás) é um chafariz português localizado na freguesia de São Brás ao concelho da Praia da Vitória, ilha Terceira, Açores e faz parte do Inventário do Património Histórico e Religioso para o Plano Director Municipal da Praia da Vitória, e remonta ao Século XIX.
Trata-se de um chafariz composto visto que é constituído por uma ponte, chafariz com água corrente  e bebedouro.
A ponte que engloba o chafariz na sua estrutura tem cinco vãos de verga recta, um murete de protecção e é constituído por pilaretes de secção com forma quadrada, situados, cada um deles nos enfiamentos dos pilares da ponte e intercalados com banquetas para descanso. 
Os pilares, as vergas da ponte, os pilaretes e as costas das banquetas de descanso são construído em cantaria de pedra escura. Os pilaretes têm remates com almofadados feitas em pedra.
Do lado sul existem duas banquetas de cantaria entre três pilaretes devido ao alargamento do cruzamento que forma a estrada. 
Junto à banqueta central da guarda de protecção norte aparece uma inscrição onde se pode ler:  "O. P. 1885". (Obras Públicas, 1885).
Na continuidade da guarda de protecção norte da ponte foi edificado um recinto com planta de forma rectangular, limitado por banquetas sendo o assento e as costas em cantaria, que faz ligação ao chafariz. O chafariz aparece formado por um pano com parede rectangular e rematado por uma cornija. 
A água brota de uma bica inserida num elemento floral em alto-relevo, que se encontra no centro do chafariz, caindo numa pia de forma rectangular.
Entre a bica de água corrente e a cornija existe uma cartela oval onde se lê a inscrição "O. P. / 1872" (Obras Públicas, 1872).
O chafariz foi edificado em alvenaria de pedra de vulgar rebocada e caiada a cal branco, com excepção do soco, dos cunhais, da cornija, do tanque, do florão e da cartela que são em cantaria.
À esquerda existe um bebedouro em cantaria que se encontra envolvido por um muro que dá continuidade à parede do chafariz mas é mais baixo. É construído em alvenaria rebocada e caiada de branco com o remate superior em cantaria.